# Tupolev Tu-2
Tupolev Tu-2 (Tên khi phát triển ANT-58 và 103, Tên hiệu NATO Bat) là một máy bay ném bom tốc độ cao ban ngày (SDB)/máy bay ném bom mặt trận (FB)  hai động cơ nổi tiếng của Liên Xô trong Chiến tranh thế giới thứ hai. Tổng cộng 2257 chiếc Tu-2 đã được chế tạo.

## Thiết kế và phát triển
Tu-2 đã được biến đổi để đáp ứng nhu cầu về một loại máy bay ném bom tốc độ cao hay ném bom bổ nhào, với khoang chứa bom rộng, và tốc độ tương đương với tốc độ máy bay chiến đấu một chỗ ngồi. Được thiết kế để trở thành đối thủ của chiếc Ju 88, Tu-2 cho thấy nó có tính năng tương đương, và đã được sản xuất với nhiều phiên bản: thả thủy lôi, đánh chặn, và trinh sát.
Được thiết kế với tên gọi "Samolyet (máy bay) 103", việc phát triển được giữ bí mật tuyệt đối. Nguyên mẫu đầu tiên hoàn thành tại nhà máy N156, và tiến hành chuyến bay thử nghiệm đầu tiên ngày 29 tháng 1 năm 1941, phi công điều khiển là Mikhail Nukhtinov. Động cơ AM-37 đã bị huỷ bỏ để tập trung nỗ lực vào phát triển loại AM-38F cho Il-2. Vì thế Tupolev phải thiết kế lại chiếc máy bay cho thích hợp với động cơ mới. Việc sửa chữa chiếc máy bay ném bom này khiến tên định danh được đổi từ ANT-58 thành ANT-69.

## Hoạt động
Được chế tạo từ 1941 tới 1948, Tu-2 là loại máy ném bom hai động cơ có tầm quan trọng đứng hàng thứ hai tại Liên bang Xô viết. Thiết kế này khiến Andrei Tupolev trở lại nổi tiếng sau một thời gian bị hắt hủi.
Tu-2 tiếp tục hoạt động cho tới năm 1950. Một số chiếc Tu-2 của Trung Quốc đã đụng độ với những chiếc máy bay của Anh và Hoa Kỳ trong cuộc Chiến tranh Triều Tiên.

## Biến thể
"Aircraft 103"Hai động cơ Mikulin AM-37 (làm mát bằng nước) 1400 hp. 1941.
ANT-67Máy bay ném bom năm chỗ ngồi tầm xa.
Tu-1Máy bay chiến đấu hộ tống tầm xa ba chỗ ngồi.
Tu-2Sử dụng hai động cơ 1450 hp Shvetsov ASh-82 (làm mát bằng nước) với sức chở lớn hơn. 1942.
Tu-2S (ANT-61)Sử dụng hai động cơ piston xuyên tâm 1850 hp Shvetsov ASh-82FN. 1943.
Tu-2D (ANT-62)Phiên bản tầm xa, dùng hai động cơ 1850 hp Shvetsov ASh-82FN?. 1943?
Tu-2DB (ANT-64)Phiên bản ném bom tầm xa.
Tu-2F (ANT-64)Phiên bản trinh sát chụp ảnh.
Tu-2GPhiên bản chở hàng tốc độ cao.
Tu-2KChỉ hai chiếc được chế tạo để thử nghiệm các ghế phóng.
Tu-2M (ANT-61M)
Tu-2NThử nghiệm động cơ, được chế tạo để thử nghiệm động cơ tuốc bin phản lực Rolls-Royce Nene.
Tu-2 ParavanHai chiếc được chế tạo để thử nghiệm thiết bị cắt dây giữ hàng rào bóng phòng không và thiết bị làm lệch (deflector).
Tu-2RPhiên bản trinh sát.
Tu-2RShRNguyên mẫu, được trang bị pháo 57-mm ở thân trước.
Tu-2/104Nguyên mẫu đánh chặn mọi thời tiết.
Tu-2T (ANT-62T)Ném bom, thả thủy lôi.
Tu-6Máy bay trinh sát.
Tu-8 (ANT-69)Ném bom tầm xa.
Tu-10 (ANT-68)Nguyên mẫu ném bom thông thường.
UTBHuấn luyện ném bom sử dụng động cơ Shvetsov ASh-21 690 hp do Phòng thiết kế Sukhoi chế tạo năm 1946

## Bên sử dụng

### Trong Chiến tranh thế giới thứ hai
Liên Xô

### Hậu chiến
Bulgaria
 Trung Quốc
 Hungary
 Indonesia
 CHDCND Triều Tiên
 Ba Lan
 România
 Liên Xô

## Đặc điểm kỹ thuật (Tu-2)

### Đặc điểm chung
- Kíp lái: 4 người
- Chiều dài: 13.80 m (45 ft 3 in)
- Sải cánh: 18.86 m (61 ft 10 in)
- Chiều cao: 4.13 m (13 ft 7 in)
- Diện tích cánh: 48.5 m² (522 ft²)
- Trọng lượng rỗng: 7.601 kg (16.757 lb)
- Trọng lượng chất tải: 10.538 kg (23.232 lb)
- Trọng lượng cất cánh tối đa: 11.768 kg (25.944 lb)
- Động cơ: 2 Shvetsov ASh-82, 1.380 kW (1.850 hp) mỗi chiếc

### Đặc điểm bay
- Tốc độ tối đa: 521 km/h (281 kt, 325 mph)
- Tầm hoạt động: 2.020 km (1.090 nm, 1.260 mi)
- Trần bay: 9.000 m (30.000 ft)
- Tốc độ lên: 8.2 m/s (1.610 ft/min)
- Chất tải cánh: 217 kg/m² (45 lb/ft²)
- Lực đẩy/Trọng lượng: 260 W/kg (0.16 hp/lb)

### Trang bị vũ khí
- Súng:
  - 2× Pháo ShVAK 20 mm (0.79 in)
  - 3× Súng máy ShKAS 7.62 mm (0.30 in)
- Bom:
  - Khoang trong 1500 kg (3312 lbs)
  - Mang ngoài 2270 kg (5004 lbs)